# Dave Bautista
Pour les articles homonymes, voir Bautista (homonymie).
David Bautista dit Dave Batista ou plus simplement Batista, né le 18 janvier 1969 à Washington, est un acteur et catcheur américain.
Il est d'abord catcheur et se fait connaître pour son travail à la World Wrestling Entertainment (WWE) en 2002 sous le nom de Batista. Après avoir été pendant un temps manager de Reverend D-Von, puis membre du clan Evolution avec Triple H, Ric Flair et Randy Orton, il remporte en 2005 le Royal Rumble et son premier titre mondial lors de WrestleMania 21, battant Triple H pour le championnat du monde poids-lourds. Il gagne ce titre trois autres fois entre 2006 et 2008 et remporte deux fois le championnat de la WWE en 2009 et 2010.
Il quitte la fédération en 2010, lorsque, blessé après son match face à John Cena à Over the Limit, il refuse de se battre dans un match de qualification pour Fatal 4-Way contre Randy Orton, blessé lui aussi, et se voit déclaré forfait. Il fait son retour pendant quelques mois début 2014 et remporte le Royal Rumble pour avoir une place dans le main event de WrestleMania XXX.
Au cinéma, il apparaît dans des rôles de brute ou d'antagoniste dans les films d'action grand public Les Gardiens de la Galaxie (2014) et 007 Spectre (2015), ainsi que dans plusieurs autres films de l'univers cinématographique Marvel où il interprète Drax le Destructeur. Il cherche par la suite à diversifier sa carrière en obtenant des rôles toujours secondaires dans des productions de prestige, comme Dune de Denis Villeneuve (2021) ou Glass Onion : Une histoire à couteaux tirés de Rian Johnson (2022).

## Biographie

### Jeunesse
David Michael Bautista, Jr. est né le 18 janvier 1969 à Washington.
Son père se nomme David Michael Bautista, il est originaire des Philippines. Sa mère est d'origine grecque. À l'âge de 9 ans, Batista avait déjà assisté à la mort de trois personnes, assassinées sous ses yeux. Plus tard, il devient videur dans un club et se retrouve face à la justice pour avoir blessé deux clients, dont l'un a été retrouvé inconscient. Après un procès, il a été condamné à une année de probation. Il se met au culturisme en pensant que cela peut être une porte de sortie pour lui.

### Vie privée
Batista a trois enfants, deux filles : Keilani, née en 1990 et Athena, née en 1992, qu'il a eu avec sa première épouse Glenda, et un garçon, Oliver né en 2007, qu'il a eu avec sa deuxième épouse Angie.
Il se marie une troisième fois en 2015 avec une femme du nom de Sarah Jade, dont il divorce en 2019.

## Carrière de catcheur

### World Wrestling Federation / Entertainement(2000-2010)

#### Ohio Valley Wrestling (2000-2002)
Après avoir signé à la WWF, Bautista est envoyé à la Ohio Valley Wrestling (OVW), le club-école de la WWF. Il y fait ses débuts en 2000 sous le nom de The Leviathan où il s'allie avec Synn. En tant que membre des Disciples of Synn, il est invaincu jusqu'à Christmas Chaos où il est battu par Kane, avec l'aide de Stone Cold Steve Austin. Il remporte aussi le OVW Heavyweight Championship face à Doug Basham avant de perdre la ceinture contre The Prototype. Il quitte la OVW quelques mois plus tard pour aller dans les émissions principales de la WWF.

#### Deacon Batista (2002-2003)
Batista fait ses débuts le 9 mai 2002 dans la division SmackDown sous le nom de Deacon Batista, un heel qui vient prêter main-forte à Reverend D-Von. Il fait ses débuts sur le ring dans un match par équipe avec D-Von comme partenaire pour affronter Randy Orton et Faarooq. Deacon s'impose et fait le compte de 3 sur Randy Orton avec un Spinebuster pour sa première victoire officielle à la WWF. Deacon subit sa première défaite face à Rikishi, après que D-Von l'a accidentellement frappé. Le duo se sépare par la suite après des disputes, une courte rivalité éclate alors entre les deux, durant laquelle Deacon bat D-Von.
Ensuite, Deacon est transféré à Raw, et change son nom pour celui de Dave Batista, ou plus simplement Batista. Ric Flair le prend sous son aile. Une rivalité éclate entre Batista et Kane. Batista fait ses débuts en pay-per-view lors d'Armageddon 2002, où il bat Kane.

#### Evolution (2003-2005)
Au début de l'année 2003, Batista se joint à Triple H, Ric Flair, et Randy Orton, pour former un clan appelé l'Evolution. Malheureusement, à peine son association débutée, il se blesse lors d’un combat en house show contre Brock Lesnar et s'écarte des rings pour plusieurs mois. Pendant son entraînement, Batista s'est déchiré le triceps brachial, prolongeant sa blessure.
Il effectue son retour le 20 octobre 2003 à RAW en intervenant dans le match entre Goldberg (qui était en rivalité avec Triple H) et Shawn Michaels, en blessant Goldberg à la cheville. Batista a été récompensé de 100 000 $ par Triple H. Lors de l'édition du 10 novembre, Batista affronte Goldberg, dans un match remporté par ce dernier par disqualification à la suite d'une intervention de Triple H.
Lors d'Armageddon, Batista participe à deux matchs : un en solo face à Shawn Michaels, qu'il perd, et un autre en équipe avec Ric Flair, dans un Tag Team Turmoil, qu'ils remportent, et remportent ainsi les championnats du monde par équipe. C'est le premier titre de Batista à la WWE.
L'Evolution devient alors le clan dominant de RAW, en détenant tous les titres masculins de la division : le championnat du monde poids-lourd détenu par Triple H, le championnat Intercontinental détenu par Randy Orton et les championnats du monde par équipe détenus par Batista et Ric Flair. Ils détiendront tous les titres jusqu'au 16 février 2004, lorsque Rob Van Dam et Booker T remportent les titres. Batista et Flair récupèrent les titres au mois de mars,.
L'Evolution entame ensuite une rivalité avec The Rock et Mick Foley, la Rock 'n' Sock Connection. L'Evolution (lui, Orton et Flair) bat The Rock et Mick Foley dans un 3 on 2 Handicap match à WrestleMania XX, il s'agit de la première victoire de Batista à un WrestleMania. De son côté, Triple H perd son championnat du monde poids lourd au profit de Chris Benoit dans un Triple Threat Match qui incluait également Shawn Michaels.
Le 19 avril à RAW, Ric Flair et lui perdent face à Edge et Chris Benoit, ne conservant pas leurs titres.
Lors de l'été 2004, après que Randy Orton eut remporté le titre mondial à SummerSlam face à Chris Benoit, Triple H l'exclu du clan grâce à l'aide de Batista et Ric Flair, affirmant que le titre détenu par Orton lui appartient.
À SummerSlam, Batista perd un match triple menace, pour le Championnat Intercontinental de la WWE, contre Chris Jericho et Edge au profit de ce dernier. Aux Survivor Series, Batista, Triple H, Snitsky et Edge sont battus par Maven, Chris Benoit, Chris Jericho et Randy Orton dans un match par équipes à 4 contre 4 à élimination.

#### Vainqueur du Royal Rumble,Face Turn, World Heavyweight Champion, Rivalité avec Triple H et blessure (2005-2006)
En début d'année 2005, Batista entre en 28e position et remporte le Royal Rumble match lors du Royal Rumble. Il obtient dès lors un match de championnat pour le titre mondial de son choix dans le main event de WrestleMania 21.
Batista se retourne ensuite contre son clan en attaquant Ric Flair et Triple H, et annonce qu'il affrontera ce dernier à WrestleMania 21. De ce fait, Batista quitte le clan et devient face.

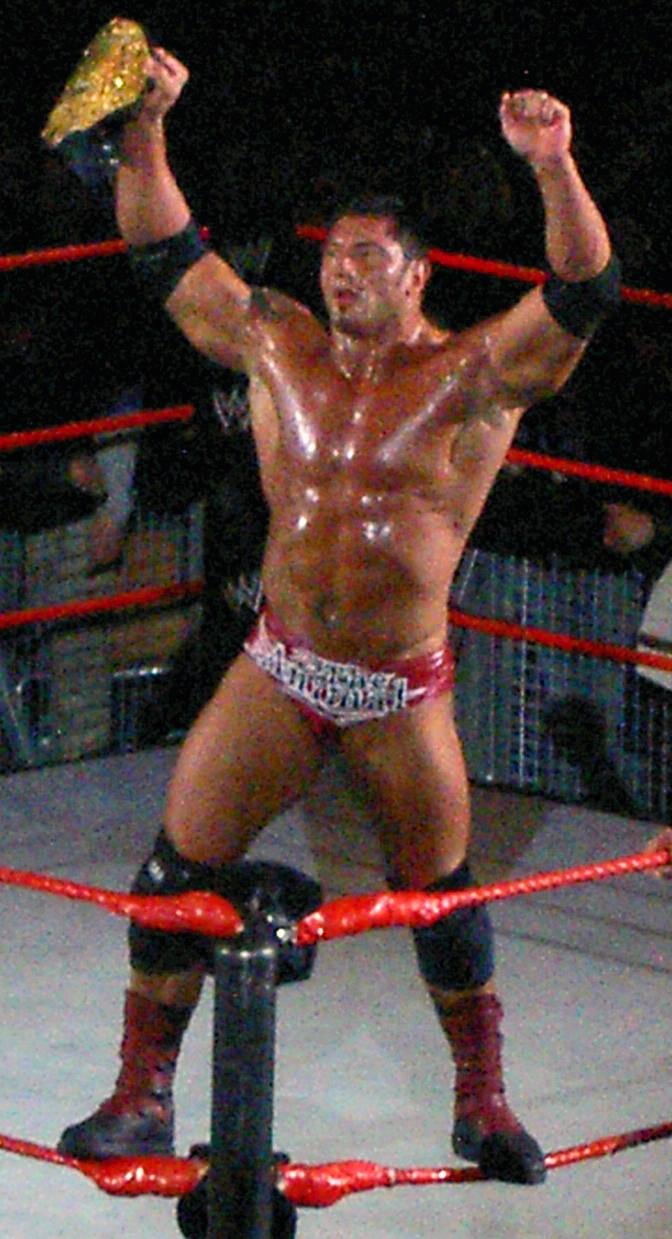
Batista remporte son premier titre mondial, le championnat du monde poids-lourds, à WrestleMania 21 en 2005.

Durant le main event de WrestleMania 21, Batista parvient à battre Triple H et remporte alors son premier World Heavyweight Championship. WrestleMania 21 a été vendu à plus d'un million d'exemplaires à travers le monde entier, devenant le plus nombre de ventes pour un événement hors boxe. Le match de Batista avec Triple H a été décrit par le journaliste sportif Dave Meltzer comme étant « le plus haut sommet d'une des plus grandes storyline de la WWE depuis des années ». La rivalité avec Triple H continue et ils s'affrontent de nouveau à l'édition 2005 de Backlash où Batista conserve le titre. Batista bat à nouveau Triple H mais cette fois dans un Hell in a Cell lors de Vengeance et conserve le titre.
Le 30 juin, Batista est transféré à SmackDown et une rivalité entre lui et JBL débute. Il perd contre JBL par disqualification à The Great American Bash mais conserve donc son titre.
Il conserve une nouvelle fois son titre en battant JBL à SummerSlam dans un No Hold Barred match. La rivalité se termine à SmackDown le 9 septembre 2005, où Batista bat JBL pour conserver son titre dans un match Bull Rope match.
Batista entame ensuite une rivalité avec et Eddie Guerrero. Les deux hommes s'affrontent à No Mercy dans un combat remporté par Batista.
Batista est ensuite dans la Team SmackDown qui gagne face à la Team Raw lors des Survivor Series mais il ne sera pas le survivant de l'équipe car il se fait éliminer par un Double Chokeslam de Kane accompagné de Big Show.
Il crée ensuite une alliance avec Rey Mysterio le 2 décembre, et ensemble les deux hommes remportent le 16 décembre les championnats par équipe de la WWE face à MNM (Joey Mercury et Johnny Nitro). Le combat est dédié à Eddie Guerrero, décédé un mois auparavant. À Armageddon, Batista et Rey Mysterio perdent contre Big Show et Kane. Le 30 décembre, les MNM battent Batista et Rey Mysterio pour reprendre les titres par équipe grâce à l’intervention de Mark Henry
Le 9 janvier 2006, la WWE annonce que Batista est blessé à un triceps à la suite d'un combat avec Mark Henry tenu la veille dans un House show. Il laisse ainsi son titre vacant. Il subit une opération au triceps trois jours plus tard que l’on qualifie de succès.

#### Retour et Second World Heavyweight Championship (2006-2007)
Il fait son retour le 7 juillet 2006 à SmackDown en entrant immédiatement en rivalité avec l'homme qui l'a blessé, Mark Henry. Cette rivalité mènera à un match entre les deux au Great American Bash, où le gagnant devient aspirant numéro un au titre poids-lourd et va affronter le champion lors de SummerSlam. Cependant, Mark Henry se blesse lors d'un match de Saturday Night's Main Event XXXIII, et Batista entre ensuite en rivalité avec Mr. Kennedy, où dans un premier temps ce dernier va le battre à deux reprises, avant que Batista ne remporte le troisième match et devient ainsi challenger au titre poids lourd de King Booker à SummerSlam.
À SummerSlam, Batista bat King Booker par disqualification pour le World Heavyweight Championship, mais ne remporte donc pas le titre, et à No Mercy il perd au profit de King Booker dans un Fatal Four Way match pour le titre, qui incluait également Bobby Lashley et Finlay. Une semaine plus tard à SmackDown, il gagne un match triple menace face à Finlay et Bobby Lashley qui lui donne la possibilité d'avoir un nouveau match pour le titre de King Booker.
Aux Survivor Series, il détrône King Booker pour devenir le nouveau champion du monde poids-lourds. C'est le deuxième titre mondial de Batista.
À Armageddon, Batista et le champion de la WWE John Cena battent King Booker et Finlay dans un match par équipe.
Le 28 janvier 2007 au Royal Rumble, il conserve sa ceinture contre Mr. Kennedy.

#### Triple World Heavyweight Champion et Rivalités avec The Undertaker et Edge (2007-2008)
Batista et The Undertaker perdent un match à No Way Out contre Shawn Michaels et John Cena lorsque Batista se retourne contre son coéquipier.
À WrestleMania 23, il perd le titre contre The Undertaker. Il tente de récupérer le titre à Backlash dans un Last Man Standing match, qui va se terminer en match nul. Il affronte encore une fois The Undertaker le 11 mai à SmackDown dans un Steel Cage match, mais il se termine encore en match nul.
À Jugdment Day, à One Night Stand et à Vengeance : Night of Champions dans un « match de la dernière chance », il ne récupère pas le titre, battu à trois reprises par Edge,,.
Cependant, ce dernier se blesse par la suite et laisse le titre vacant, que The Great Khali remporte. Batista tente alors de récupérer le titre lors de The Great American Bash mais il échoue au profit du Great Khali dans un Triple Threat Mach qui incluait également Kane. Il retente sa chance à SummerSlam, où il bat The Great Khali par disqualification mais ne remporte donc pas le titre. Finalement, Batista décroche le titre en battant Rey Mysterio et The Great Khali dans un match triple menace à Unforgiven. Il conserve son titre à No Mercy contre The Great Khali dans un match Punjabi Prison match, après s'être échappé de la structure.
À la suite du retour de l'Undertaker, les deux hommes s'affrontent à Cyber Sunday dans un match arbitré par Stone Cold Steve Austin, où Batista ressort vainqueur. Aux Survivor Series, il conserve son titre contre The Undertaker dans un Hell in a Cell à la suite d'une intervention d'Edge.
Edge entre ensuite dans la rivalité et décroche le titre contre Batista et The Undertaker à Armageddon. Il tente de récupérer le titre face à Edge lors du SmackDown du 21 décembre, mais, ayant remporté le match par disqualification, il n'y parvient pas.

#### Diverses rivalités, Quadruple World Heavyweight champion et blessure (2008-2009)

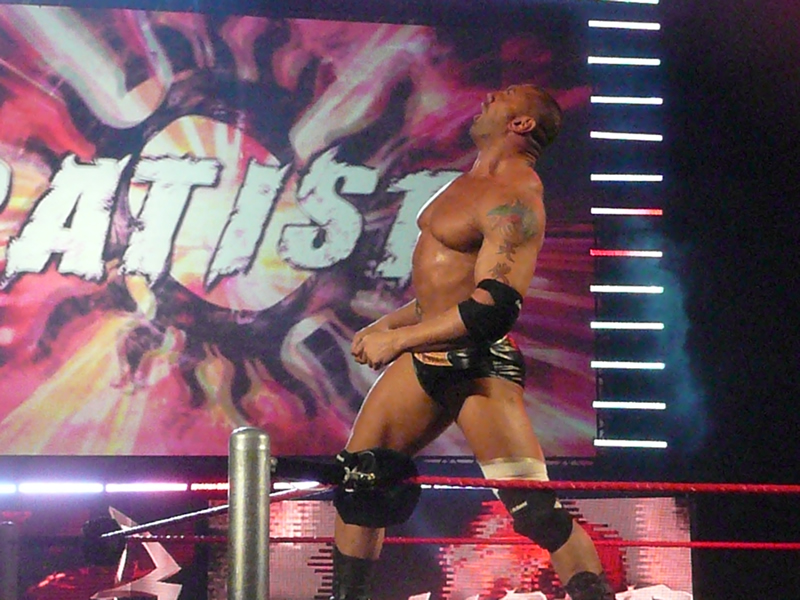
Batista durant son entrée à Manchester le 10 novembre 2008.

Le 27 janvier 2008 au Royal Rumble, il entre en 8e position et se fait éliminer par Triple H en 29e position. Pendant le match, il est sorti du ring à la suite du Samoan Spike d'Umaga.
À No Way Out, il participe à l'Elimination Chamber match de SmackDown, qui est gagné par l'Undertaker. Il affronte ensuite Umaga à WrestleMania XXIV dans un match SmackDown vs Raw, qu'il gagne.
Après WrestleMania, il entame une rivalité avec Shawn Michaels. À Backlash, il perd contre Shawn Michaels dans un match arbitré par Chris Jericho. Il prend sa revanche sur Michaels à One Night Stand.
Il entre ensuite en rivalité avec La Familia, où à Night of Champions, il perd contre le leader, Edge. Il affronte CM Punk lors de The Great American Bash, mais le match se termine en double disqualification.
Batista devient ensuite champion du monde par équipe avec John Cena le 4 août en battant Ted DiBiase et Cody Rhodes, avant de les perdre la semaine suivante face à ces mêmes advseraires. Lors de SummerSlam, il bat John Cena.
À Unforgiven, il perd au profit de Chris Jericho un Scramble match pour le championnat du monde poids-lourds.
À No Mercy, il bat JBL pour devenir le challenger no 1 pour le championnat du monde poids-lourds, titre qu'il remporte contre Chris Jericho lors de Cyber Sunday dans un match arbitré par Stone Cold Steve Austin. Lors du RAW du 3 novembre 2008, il perd le titre face à Chris Jericho dans un match en cage.
Aux Survivor Series, il perd en tant que chef de son équipe qui était composée de Kofi Kingston, CM Punk, Matt Hardy et R-Truth contre l'équipe de Randy Orton composée de ce dernier, Shelton Benjamin, Cody Rhodes, William Regal et Mark Henry. À Armageddon, il bat Randy Orton.
Il se blesse par la suite aux muscles ischio-jambier et s'absente plusieurs semaines. Son opération du 26 décembre 2008 s'est déroulée avec succès.

#### Retour, rivalité avec Randy Orton et WWE Champion (2009)

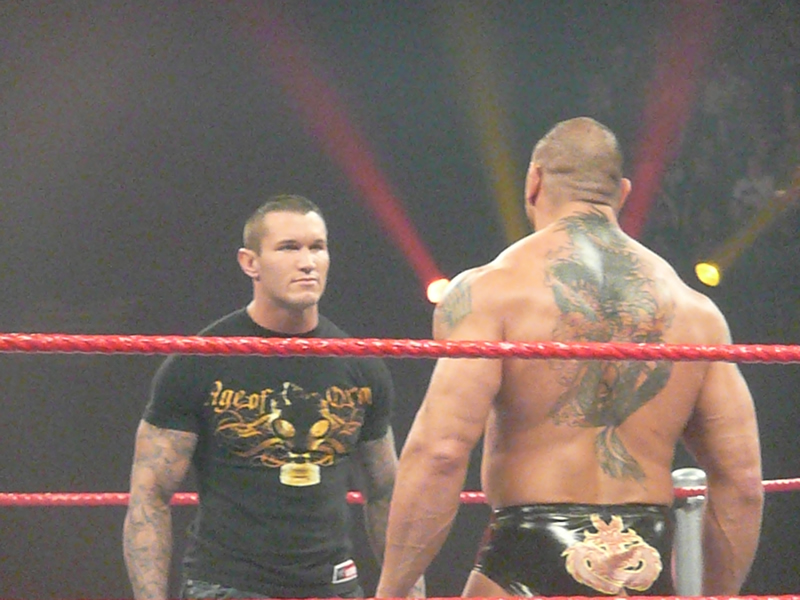
Batista est en rivalité avec Randy Orton en fin d'année 2008-début d'année 2009.

Batista fait son retour le 6 avril 2009 pour sauver Triple H, attaqué par Randy Orton, Ted DiBiase et Cody Rhodes. Cette rivalité va les mener à un match par équipe de trois pour le championnat de la WWE lors de Backlash, où Triple H aux côtés de Batista et Shane McMahon perd son titre contre Orton, aidé par ses alliés de la Legacy Rhodes et DiBiase. Batista devient ensuite challenger pour le titre.
Après une tentative ratée contre Orton à Judgment Day (où il gagne par disqualification), il remporte le titre à Extreme Rules lors d'un Steel Cage match face à ce dernier. Il devra cependant le laisser vacant le 8 juin à cause d'une blessure au biceps (scenaristiquement) à cause d'une attaque de la Legacy.
Il effectue son retour le 14 septembre 2009 à RAW où il bat Randy Orton dans un No Holds Barred match, juste avant que son départ pour SmackDown soit annoncé. Après y avoir battu Chris Jericho lors de son premier match, il reformera son alliance avec Rey Mysterio et tentera avec lui vainement de remporter les championnats Unifiés par équipe lors de Hell in a Cell contre Jericho et le Big Show.

#### Heel Turnet Rivalité avec Rey Mysterio (2009-2010)
Batista perd au profit de The Undertaker un match pour le championnat du monde poids-lourds à Bragging Rights lors d'un Fatal Four Way match qui incluait également Rey Mysterio et CM Punk. Après le match, il effectue un heel turn en attaquant Mysterio car il n'a pas supporté que son « ami » ne l'ait pas laissé gagner.
Les deux catcheurs débutent une rivalité qui donnera lieu à un match aux Survivor Series remporté par Batista. Après avoir tenté une nouvelle fois vainement de remporter le titre à TLC contre l'Undertaker, sa rivalité avec Rey Mysterio reprend puis se conclut lors du SmackDown du 15 janvier 2010 où il perd lors d'un Steel Cage match pour déterminer l'aspirant numéro un au titre.

#### Second WWE Champion et départ (2010)
Après avoir participé au Royal Rumble 2010 où il finit 3e, il remporte lors de Elimination Chamber le WWE Championship (ce sera le dernier titre de sa carrière) en battant John Cena, qui venait juste de remporter le titre lors d'un Elimination Chamber match.
De nouveau drafté à Raw à la suite de sa victoire, il entre en rivalité avec John Cena. Il perd le titre à WrestleMania XXVI face à Cena par abandon. Batista tente sans succès de reprendre le titre de Cena à Extreme Rules, lors d'un Last Man Standing match qu'il perd après avoir eu les chevilles scotchées au turnbuckle, puis à Over the Limit lors d'un « I Quit » match.
Le lendemain, Batista, blessé après son match face à Cena, refuse de se battre contre Randy Orton dans un match de qualification pour WWE 4-Way Finale et, à la suite du refus du général manager Bret Hart de l'inclure dans le match, il est déclaré que par forfait, le vainqueur est Randy Orton qui prend la place de Batista. Ce dernier annonce qu'il quitte la WWE avec les mêmes mots qui l'ont fait perdre la nuit précédente « I Quit! ».
Batista expliquera plus tard les motivations de son départ de la WWE. Il n'aimait plus ce que l'entreprise devenait, surtout avec la mise en place de la politique PG Era, et voulait également s'essayer au cinéma après plus de dix ans dans le catch.

### Retour à la World Wrestling Entertainment (2014)

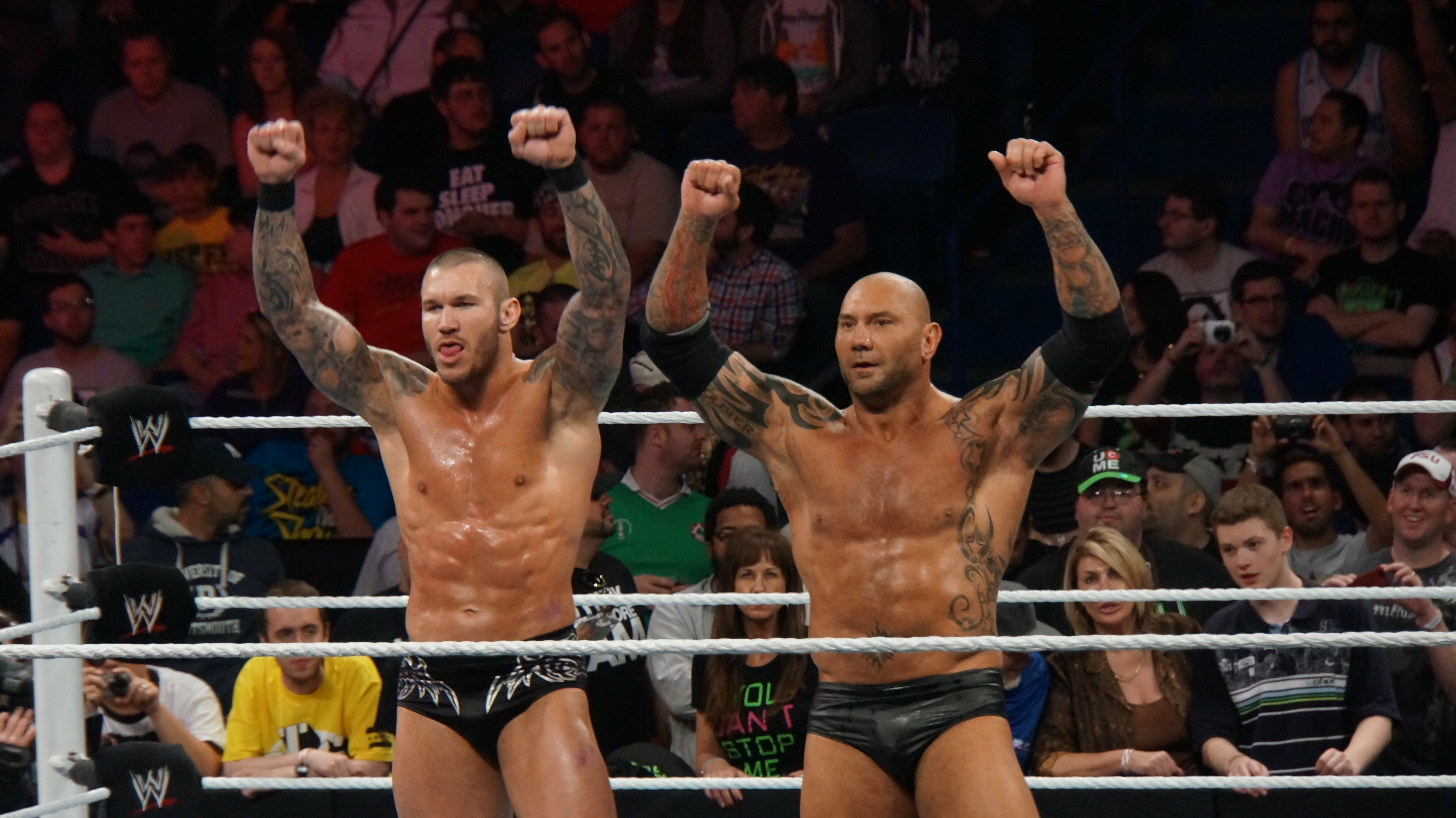
Randy Orton et Batista à RAW en 2014. Ils reformeront, avec Triple H, le clan de l'Evolution afin de combattre les membres du Shield.

Fin décembre, il signe un contrat de deux ans avec la WWE et le 23 décembre 2013, la WWE diffuse pendant Raw une vidéo annonçant son retour pour le 20 janvier 2014,. Il revient comme prévu le 20 janvier où il attaque Alberto Del Rio après plusieurs attaques verbales de ce dernier le concernant.
Six jours plus tard au Royal Rumble, il participe au Royal Rumble match où il entre en 28e position et élimine Del Rio, Ryback, Erick Rowan puis Roman Reigns pour remporter le match. La décision de faire gagner Batista a été vivement critiqué par le public, qui ce soir-là aurait voulu voir Daniel Bryan dans ce match. Cela a mis en colère Batista qui a fait un doigt d'honneur au public après la fin de la diffusion du show, de plus sa prestation sur le ring a elle aussi été vivement critiqué car il semblait très fatigué alors qu'il a été sur le ring pendant un peu moins de 10 minutes.
Lors de Elimination Chamber, il bat Alberto Del Rio.
Lors du SmackDown du 28 février, il effectue un heel turn en agressant verbalement le public et bat Dolph Ziggler.
Lors de WrestleMania XXX, il perd le match pour le WWE World Heavyweight Championship détenu par Randy Orton au profit de Daniel Bryan.
Le 14 avril, lui, Randy Orton et Triple H viennent sur le ring avec la musique de l'Evolution et attaquent The Shield. Lors de Extreme Rules, l'Evolution perd face à The Shield. Lors de Payback, l'Evolution perd de nouveau face au Shield dans un combat par éliminations.
Le lendemain, il demande à Triple H un match de championnat pour le WWE World Heavyweight Championship ; combat que ce dernier ne lui accorde pas. Il déclare alors quitter la fédération. Ce départ est en réalité une excuse pour qu'il puisse faire la promotion des différents films dans lesquels il joue.
Lors d'une interview en 2017, Batista déclare vouloir revenir à la WWE et avoir un rôle à temps plein.

### Second retour à la WWE (2018-2019)
Le 16 octobre 2018 lors de SmackDown 1000, Batista fait une apparition spéciale avec les autres membres de Evolution et dit à Triple H que ce dernier a tout accompli à la WWE excepté le battre. Ils se font ensuite une accolade.
Le 25 février 2019 à RAW, il attaque Ric Flair lors de la célébration de son 70e anniversaire. Il s'adresse ensuite à Triple H, lui demandant s'il a son attention maintenant. Le 11 mars à RAW, Batista réclame un match contre Triple H à Wrestlemania 35, ce dernier accepte en ajoutant la stipulation No Holds Barred au match. Le 25 mars à RAW, Batista ajoute une stipulation que si Triple H venait à perdre, il prendra sa retraite.
Le 7 avril lors de WrestleMania 35, il perd contre Triple H pour la première fois de sa carrière. Il annonce dans la foulée qu'il prend sa retraite définitive des rings.

### Palmarès
- Ohio Valley Wrestling

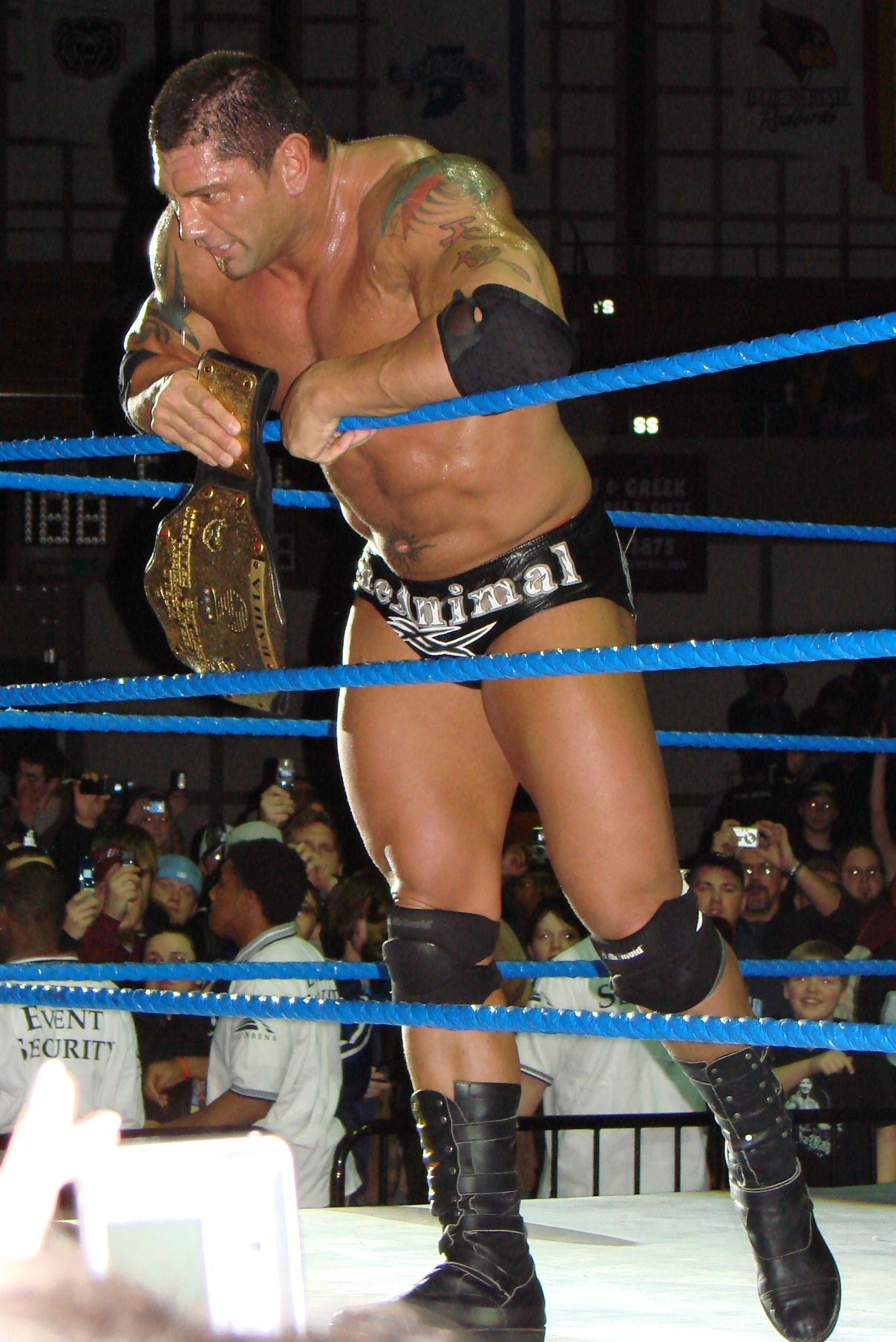
Batista est un quatre fois champion du monde poids-lourds, dont il détient le règne le plus long, pour son premier règne.

  - 1 fois OVW Heavyweight champion #Leviatann (28 novembre 2001 - 20 février 2002)
- World Wrestling Entertainment
  - 2 fois WWE Champion[108],[109] (7 juin 2009 - 9 juin 2009) ; (21 février 2010 - 28 mars 2010)
  - 4 fois World Heavyweight Champion[110],[111],[112],[113] (règne le plus long) (3 avril 2005 - 13 janvier 2006) ; (26 novembre 2006 - 1er avril 2007) ; (16 septembre 2007 - 16 décembre 2007) ; (26 octobre 2008 - 3 novembre 2008)
  - 3 fois World Tag Team Champion
    - 2 fois avec Ric Flair[114],[115] (14 décembre 2003 - 16 février 2004) ; (22 mars 2004 - 19 avril 2004)
    - 1 fois avec John Cena[116] (4 août 2008 - 11 août 2008)

  - 1 fois WWE Tag Team Champion avec Rey Mysterio[117] (13 décembre 2005 - 27 décembre 2005)
  - Vainqueur du Royal Rumble (2005) et du Royal Rumble (2014)

### Récompenses de magazines
| Année | 2001 | 2002 | 2003       | 2004 | 2005 | 2006 | 2007 | 2008 | 2009 | 2010 | 2014 |
| ----- | ---- | ---- | ---------- | ---- | ---- | ---- | ---- | ---- | ---- | ---- | ---- |
| Rang  | 257  | 28   | Non classé | 20   | 1    | 23   | 13   | 15   | 16   | 6    | 16   |

## Carrière dans les arts martiaux mixtes

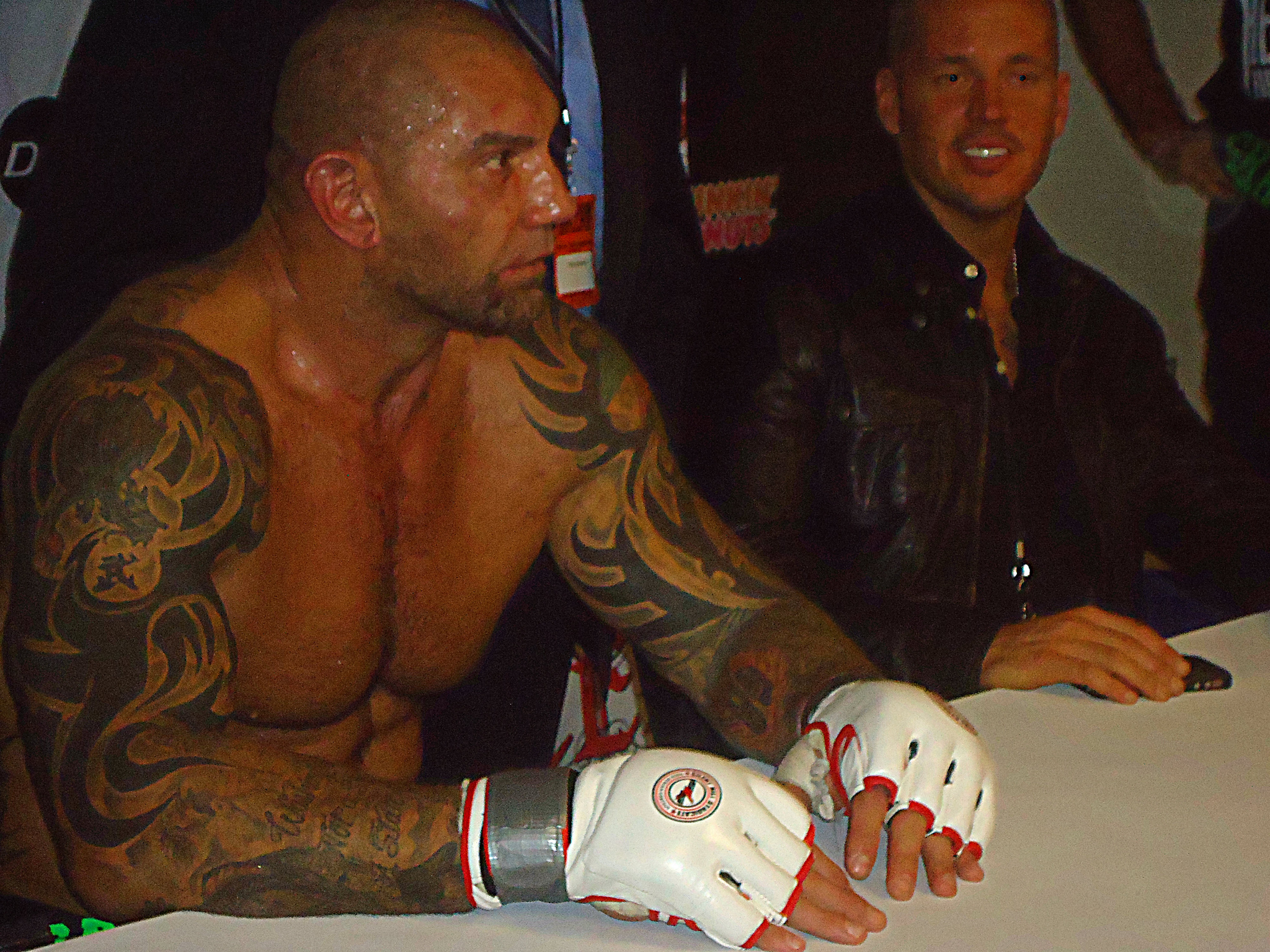
Dave Bautista, après son combat face à Vince Lucero.

Après la fin de son contrat avec la World Wrestling Entertainment, Bautista assiste à l’événement d'arts martiaux mixtes Strikeforce: Los Angeles, le 16 juin 2010. Quelques jours plus tard, il annonce qu'il souhaite pratiquer ce sport. De plus, il fait un bref passage au Cesar Gracie Jiu-Jitsu (en), le camp d'entraînement de Cesar Gracie.
Il entre en négociation avec la Strikeforce pour un éventuel contrat. Cependant, en avril 2011, le rachat de la Strikeforce par Zuffa, LLC (la maison mère de l'Ultimate Fighting Championship) marque la fin des négociations.
Le 9 août 2012, la Classic Entertainment and Sports annonce que Bautista va faire son premier combat dans cette fédération face à Rashid Evans le 6 octobre au cours de CES MMA Real Pain. Fin septembre, Evans va en prison après avoir violé sa probation et c'est Vince Lucero qui va prendre sa place à CES MMA Real Pain. Le 6 octobre, Bautista remporte son premier et unique combat en arts martiaux mixtes face à Lucero par K.O. technique après quatre minutes de combat.
| 1 combats      | 1 victoires | 0 défaites |
| Par KO         | 1           | 0          |
| Par soumission | 0           | 0          |
| Sur décision   | 0           | 0          |

| Résultat | Record | Adversaire   | Méthode            | Événement          | Date           | Round | Temps | Lieu                                 | Notes |
| -------- | ------ | ------------ | ------------------ | ------------------ | -------------- | ----- | ----- | ------------------------------------ | ----- |
| Victoire | 1-0    | Vince Lucero | KO (coup de poing) | CES MMA: Real Pain | 6 octobre 2012 | 1     | 4:05  | Providence, Rhode Island, États-Unis |       |

## Carrière d'acteur
Au cinéma, Bautista apparaît sous le nom de « Dave Bautista » dans des rôles de brute ou d'antagoniste dans les films d'action grand public Les Gardiens de la Galaxie (2014) et 007 Spectre (2015), ainsi que dans plusieurs autres films de l'univers cinématographique Marvel où il interprète Drax le Destructeur. Il cherche par la suite à diversifier sa carrière en obtenant des rôles toujours secondaires dans des productions de prestige, comme Dune de Denis Villeneuve (2021) ou Glass Onion : Une histoire à couteaux tirés de Rian Johnson (2022).

### Filmographie

#### Cinéma

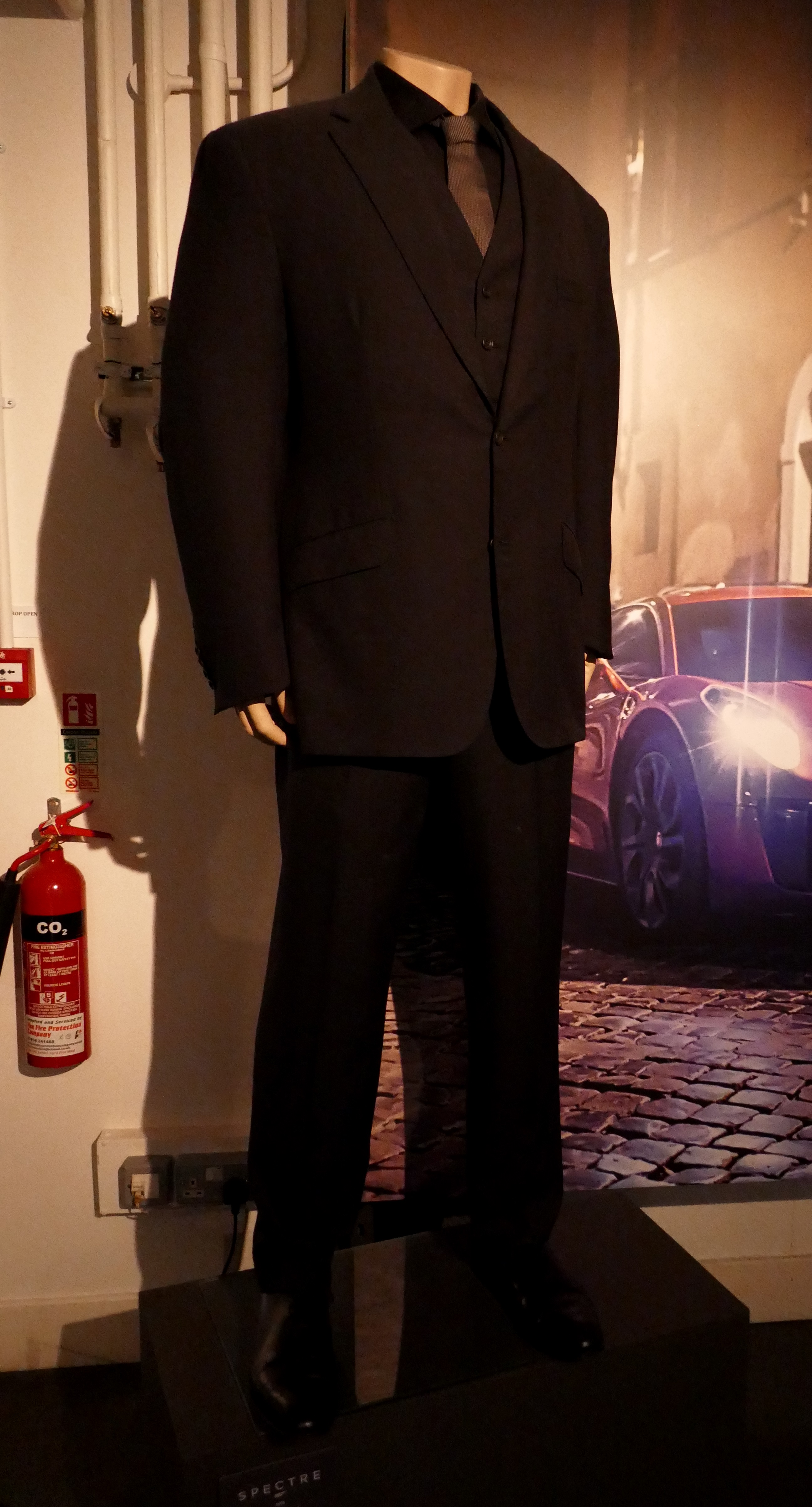
Costume de M. Hinx dans 007 Spectre.

- 2006 : Mon vrai père et moi (Relative Strangers) de Greg Glienna : le catcheur
- 2009 : Dans l'œil d'un tueur (My Son, My Son, What Have Ye Done) de Werner Herzog : un officier du S.W.A.T.
- 2010 : Banlieue interdite (Wrong Side of Town) de David DeFalco : Big Ronnie "B.R."
- 2011 : The Redemption (House of the Rising Sun) de Brian A. Miller : Ray
- 2012 : Le Roi Scorpion 3 : L'Œil des dieux (The Scorpion King 3: Battle for Redemption) de Roel Reiné : Argomael
- 2012 : L'Homme aux poings de fer (The Man with the Iron Fists) de RZA : Brass Body
- 2013 : Riddick de David Twohy : Diaz
- 2014 : Les Gardiens de la Galaxie (Guardians of the Galaxy) de James Gunn : Drax le Destructeur[126]
- 2015 : L.A. Slasher (en) de Martin Owen : le dealer de drogue
- 2015 : 007 Spectre (Spectre) de Sam Mendes : M. Hinx, le tueur du SPECTRE
- 2015 : Bus 657 (Heist) de Scott Mann : Francis Cox
- 2016 : Kickboxer: Vengeance de John Stockwell : Tong Po
- 2016 : Marauders de Steven C. Miller : Agent du FBI Stockwell
- 2017 : The Warrior's Gate de Matthias Hoene : Arun
- 2017 : Les Gardiens de la Galaxie Vol. 2 (Guardians of the Galaxy Vol. 2) de James Gunn : Drax le Destructeur
- 2017 : Bushwick de Jonathan Milott et Cary Murnion : Stupe
- 2017 : Blade Runner 2049 de Denis Villeneuve : Sapper Morton
- 2018 : Avengers: Infinity War d'Anthony et Joe Russo : Drax le Destructeur
- 2018 : Hotel Artemis de Drew Pearce : Everest
- 2018 : Évasion 2 : Le Labyrinthe d'Hadès (Escape Plan 2: Hades) de Steven C. Miller : Trent DeRosa
- 2018 : Final Score de Scott Mann : Michael Knox
- 2018 : Master Z: Ip Man Legacy de Yuen Woo-ping : Owen Davidson
- 2019 : Évasion 3 : The Extractors (Escape Plan: The Extractors) de John Herzfeld : Trent DeRosa
- 2019 : Avengers: Endgame d'Anthony et Joe Russo : Drax le Destructeur
- 2019 : Stuber de Michael Dowse : Victor « Vic » Manning
- 2020 : Mon espion (My Spy) de Peter Segal : J. J.
- 2021 : Army of the Dead de Zack Snyder : Scott Ward
- 2021 : Dune de Denis Villeneuve : Glossu Rabban
- 2021 : Army of Thieves de Matthias Schweighöfer : Scott Ward
- 2022 : Thor: Love and Thunder de Taika Waititi : Drax le Destructeur
- 2022 : Glass Onion : Une histoire à couteaux tirés (Glass Onion) de Rian Johnson : Duke Cody
- 2023 : Knock at the Cabin de M. Night Shyamalan : Leonard
- 2023 : Les Gardiens de la Galaxie Vol. 3 de James Gunn : Drax le Destructeur
- 2023 : Parachute de Brittany Snow : Bryce
- 2024 : Dune, deuxième partie de Denis Villeneuve : Glossu Rabban
- 2024 : Mon espion 2 : Mission Italie (My Spy: The Eternal City) de Peter Segal : J. J.
- 2024 : The Killer's Game de J. J. Perry : Joe Flood (également producteur délégué)
- 2024 : The Last Showgirl de Gia Coppola : Eddie
- 2025 : In the Lost Lands de Paul W. S. Anderson : Boyce (également producteur)
- 2025 : Y a-t-il un flic pour sauver le monde ? (The Naked Gun) de Akiva Schaffer : lui-même
- 2025 : Afterburn de J.J. Perry : Jake

#### Courts métrages
- 2017 : Guardians of the Galaxy : Inferno de David Yarovesky : L'ange (clip promotionnel pour Les Gardiens de la Galaxie Vol. 2)
- 2017 : 2048: Nowhere to Run de Luke Scott : Sapper Morton

#### Télévision
- 2006 : Smallville (série télévisée) - saison 6, épisode 8 : Aldar[127]
- 2009 : Les Voisins (Neighbours) (feuilleton télévisé) - épisode 5719 : lui-même[128]
- 2010 : Chuck (série télévisée) - saison 4, épisode 5 : T.I[129].
- 2019 : What We Do in the Shadows (série télévisée) - saison 1, épisode 7 : Garrett le Vampire
- 2020 : Room 104 (série télévisée) - saison 4, épisode 3 : Doug "Raw Dog Avalanche"
- 2020 : Home Movie : The Princess Bride de Jason Reitman - épisode 4 Chapter Four : Battle of the Wits (mini-série) : Fezzik
- 2021 : See (série télévisée) - saison 2 : Edo Voss[130].
- 2022 : Les Gardiens de la Galaxie : Joyeuses Fêtes (The Guardians of the Galaxy Holiday Special) (téléfilm) de James Gunn : Drax le Destructeur

#### Clips
- 2024 : Headshot d'Anuel AA, réalisé par Carlos "Spiff Tv" Suarez

### Distinctions

#### Récompenses
- Action on Film International Film Festival 2011 : meilleur acteur pourThe Redemption
- Detroit Film Critics Society Awards 2014 : Meilleure distribution pour Les Gardiens de la Galaxie partagé avec Chris Pratt, Zoe Saldana, Vin Diesel, Bradley Cooper, Lee Pace, Michael Rooker, Karen Gillan, Djimon Hounsou, John C. Reilly, Glenn Close, Benicio Del Toro, Laura Haddock, Sean Gunn, Peter Serafinowicz et Christopher Fairbank.
- Nevada Film Critics Society Awards 2014 : Meilleure distribution pour Les Gardiens de la Galaxie
- Satellite Awards 2023 : Meilleure distribution pour Glass Onion : Une histoire à couteaux tirés partagé avec Daniel Craig, Edward Norton, Janelle Monáe, Kathryn Hahn, Leslie Odom Jr., Kate Hudson, Jessica Henwick, Madelyn Cline, Noah Segan, Jackie Hoffman, Dallas Roberts, Ethan Hawke, Hugh Grant, Stephen Sondheim, Natasha Lyonne, Kareem Abdul-Jabbar, Serena Williams, Yo-Yo Ma, Adam Davenport, Joseph Gordon-Levitt, Angela Lansbury, Dan Chariton et Eddie Gorodetsky.

#### Nominations
- Phoenix Film Critics Society Awards 2014 : Meilleure distribution pour Les Gardiens de la Galaxie partagé avec Chris Pratt, Zoe Saldana, Vin Diesel, Bradley Cooper, Lee Pace, Michael Rooker, Karen Gillan, Djimon Hounsou, John C. Reilly, Glenn Close, Benicio Del Toro, Laura Haddock, Sean Gunn, Peter Serafinowicz et Christopher Fairbank.
- Central Ohio Film Critics Association Awards 2015 : Meilleure distribution pour Les Gardiens de la Galaxie
- Online Film & Television Association Awards 2015 : meilleure distribution pour Les Gardiens de la Galaxie

### Voix francophones
En France, plusieurs comédiens se sont succédé pour doubler David Bautista à ses débuts. Ainsi, Philippe Dumond le double dans Banlieue interdite, Antoine Tomé dans Le Roi Scorpion 3 : L'Œil des dieux, Warren Zavatta dans L'Homme aux poings de fer et Paul Borne dans Riddick.
Serge Biavan est la voix française régulière de Dave Bautista depuis Les Gardiens de la Galaxie en 2014. Lui prêtant sa voix dans les autres films du MCU, il le double également dans Hotel Artemis, les deuxième et troisième volets de la trilogie Evasion, Stuber, Army of the Dead et See.
En parallèle, il a été doublé à deux reprises chacun par Hervé Caffin (007 Spectre, Kickboxer: Vengeance), Michel Vigné (Bus 657, Marauders) et Jérémie Covillault (The Warrior's Gate, Final Score) et à titre exceptionnel par Jean-Alain Velardo dans Blade Runner 2049 et Michaël Cermeno dans Master Z: Ip Man Legacy.